# (33800) Gross
(33800) Gross (1999 VB7) – planetoida z pasa głównego asteroid okrążająca Słońce w ciągu 5,74 lat w średniej odległości 3,21 j.a. Odkryta 8 listopada 1999 roku.